# Ceserano
Ceserano è una frazione del comune italiano di Fivizzano, nella provincia di Massa-Carrara, in Toscana.
Si trova tra i torrenti Aulella e Bardine, in una zona di produzione, insieme a San Terenzo Monti e Moncigoli, del tipico vino di Fivizzano.
Il borgo si sviluppa sul crinale della collina, con le case disposte ai lati della strada principale e la parte più antica raccolta intorno alla chiesa di San Bartolomeo, in posizione più elevata. Probabilmente qua si trovava l’antico castello oggi scomparso, come potrebbe indicare la conformazione del poggio su cui si trova. Il castello forse corrispondeva alla corte di Cesare, che il marchese Alberto Rufo donò nel 1085 al vescovi di Luni.
In origine del XIII secolo, ma ricostruita nel 1743, come indica la data sul cartiglio del portale in arenaria che si apre sulla semplice facciata a capanna delimitata da due lesene e sormontato da una statua in marmo di San Bartolomeo Apostolo. Le decorazioni dell'aula unica sono attribuite ai fratelli Triani di Pontremoli, come la finta calotta con il martirio di San Bartolomeo.
Passò poi ai Malaspina e venne rivendicato nel 1269 dal vescovo Guglielmo. Tornato sotto i Malsapina di Gragnola, Ceserano si diede quindi a Firenze.
Dal borgo passava la Via Regia Militare di Fivizzano che da Caniparola e Fosdinovo passava il torrente Bardine, Ceserano, Sassalbo e Camporaghena.

## Geografia fisica
Ceserano è situata su un crinale a cavallo tra le vallate dei torrenti Aulella e Bardine, nella regione storica della Lunigiana. La frazione è situata a 9,8 km a sud-ovest dal capoluogo comunale Fivizzano.
Ceserano si presenta suddivisa in due nuclei, uno occidentale, raggruppato su un colle attorno alla chiesa parrocchiale e noto come Castello, e uno orientale, conosciuto come Villa, sviluppatosi lungo l'antica strada militare.

## Storia
Ceserano risulta menzionata per la prima volta in una donazione del 1085 al vescovo di Luni.

## Monumenti e luoghi d'interesse
- Chiesa di San Bartolomeo

## Infrastrutture e trasporti
Ceserano è situata lungo la SS 446 di Fosdinovo che qui s'interseca con la strada provinciale 13 per Pallerone.